# المرزوح (صبر الموادم)

تعديل مصدري - تعديل

المرزوح  هي إحدى قرى مديرية صبر الموادم بمحافظة تعز اليمنية، بلغ تعداد سكانها 1163 نسمة حسب التعداد السكاني في اليمن في 2004.